# Leptosphaeria cesatiana
Leptosphaeria cesatiana är en svampart som först beskrevs av Mont. ex Ces. & De Not., och fick sitt nu gällande namn av L. Holm 1957. Enligt Catalogue of Life ingår Leptosphaeria cesatiana i släktet Leptosphaeria,  och familjen Leptosphaeriaceae, men enligt Dyntaxa är tillhörigheten istället släktet Leptosphaeria,  och familjen Phaeosphaeriaceae. Arten är reproducerande i Sverige. Inga underarter finns listade i Catalogue of Life.